# ارجون (سرده)
اَرجون، گارم‌زنگی، گاروم‌زنگی (نام علمی: Terminalia) سرده‌ای از تیرهٔ گاروم‌زنگیان و درختی بلند با حدود ۱۰۰ گونه است که در مناطق گرم و مرطوب می‌رویند. درخت لوز یکی از دو گونه این گیاهان همیشه سبز است که در استان‌های جنوبی ایران کاشته می‌روید. این درختان اصولاً گرمادوست هستند.

## نگارخانه

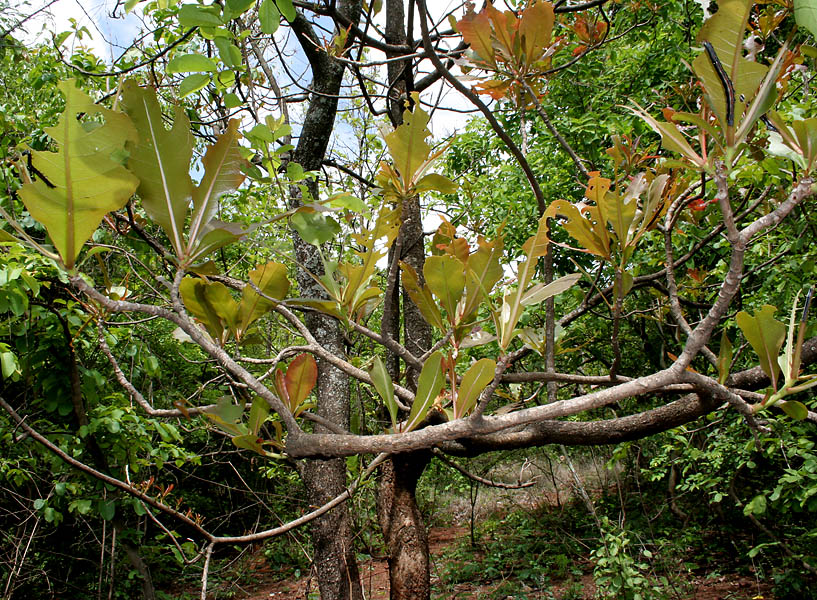
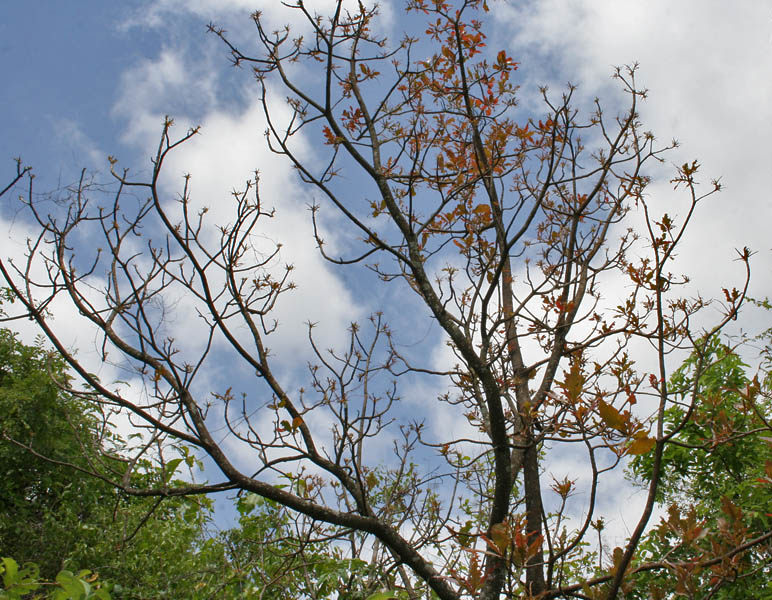
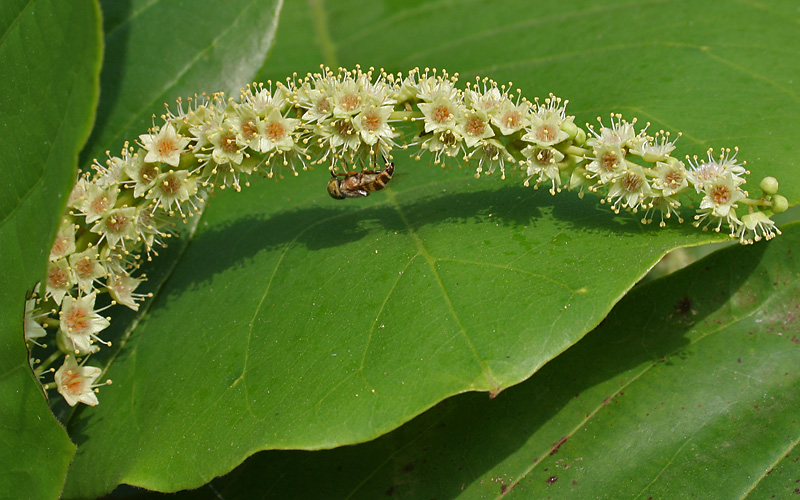
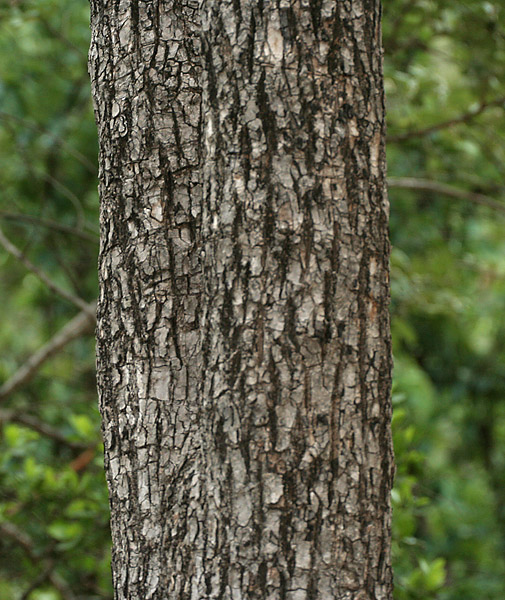
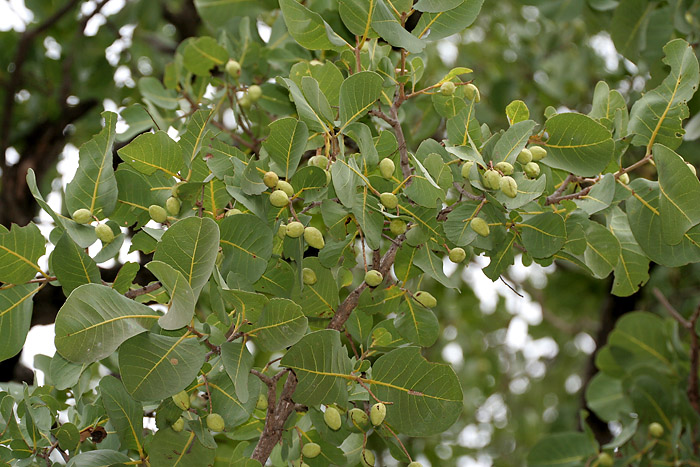
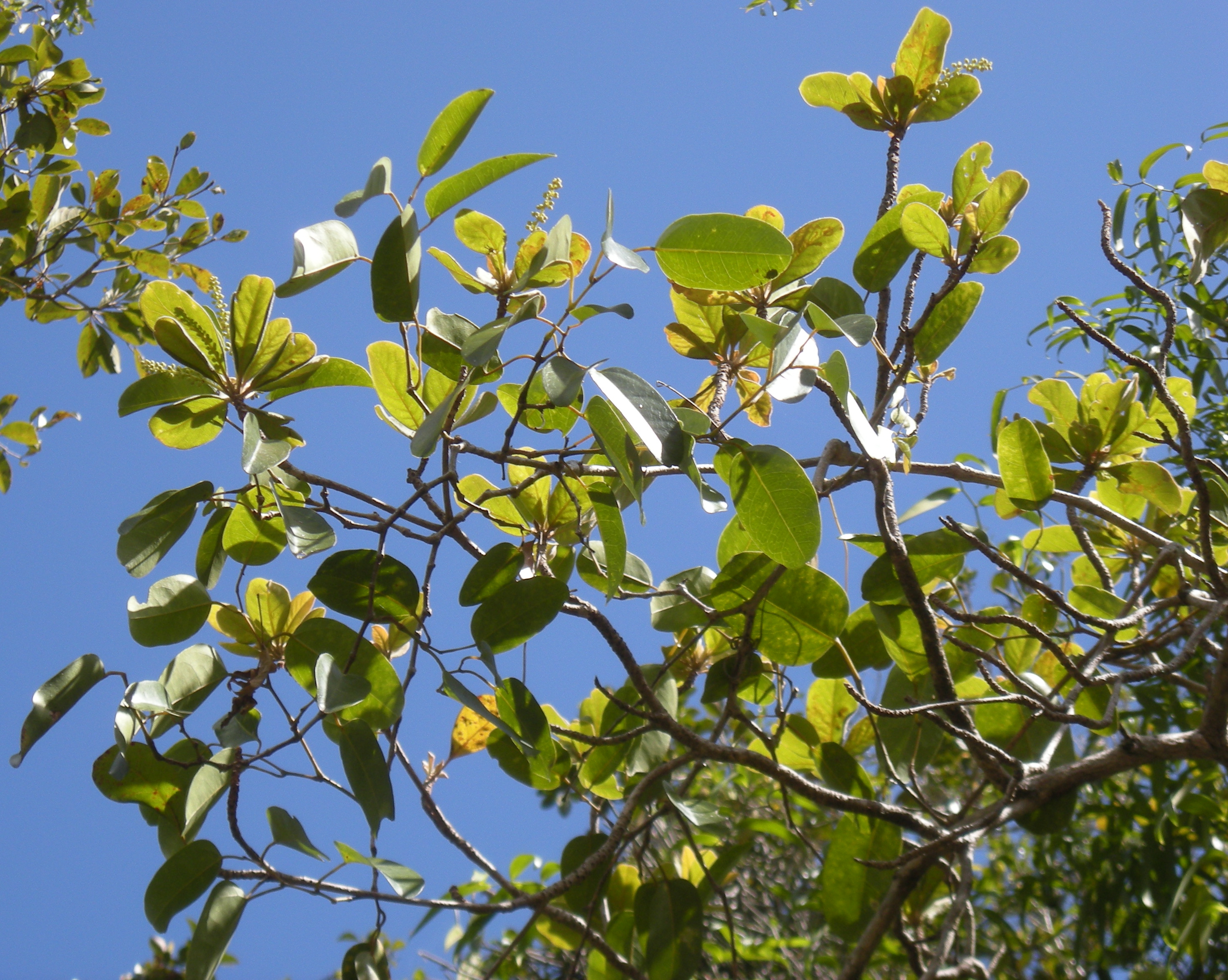
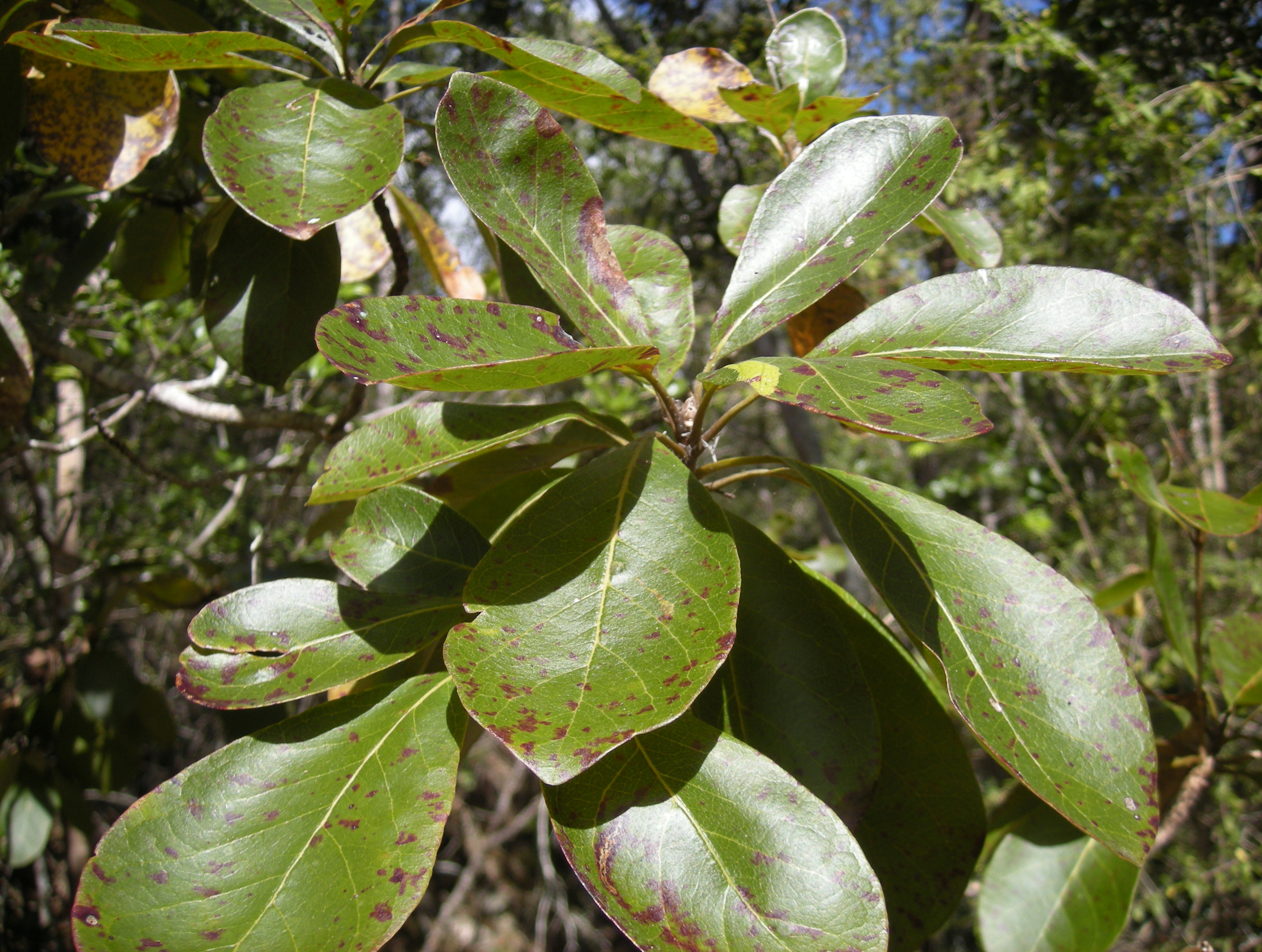